# McDonald Chapel
McDonald Chapel és una concentració de població designada pel cens dels Estats Units a l'estat d'Alabama. Segons el cens del 2000 tenia 1.054 habitants.

## Demografia
Segons el cens del 2000, McDonald Chapel tenia 1.054 habitants, 397 habitatges, i 289 famílies. La densitat de població era de 376,8 habitants/km².
Dels 397 habitatges en un 24,7% hi vivien nens de menys de 18 anys, en un 51,4% hi vivien parelles casades, en un 15,1% dones solteres, i en un 27,2% no eren unitats familiars. En el 23,7% dels habitatges hi vivien persones soles el 12,3% de les quals corresponia a persones de 65 anys o més que vivien soles. El nombre mitjà de persones vivint en cada habitatge era de 2,65 i el nombre mitjà de persones que vivien en cada família era de 3,16.
Per edats la població es repartia de la següent manera: un 23,1% tenia menys de 18 anys, un 7,6% entre 18 i 24, un 27,5% entre 25 i 44, un 23,9% de 45 a 60 i un 17,8% 65 anys o més.
L'edat mitjana era de 40 anys. Per cada 100 dones hi havia 98,5 homes. Per cada 100 dones de 18 o més anys hi havia 90,1 homes.
La renda mitjana per habitatge era de 26.188 $ i la renda mitjana per família de 31.875 $. Els homes tenien una renda mitjana de 30.238 $ mentre que les dones 22.917 $. La renda per capita de la població era de 13.411 $. Aproximadament el 6,8% de les famílies i el 10,3% de la població estaven per davall del llindar de pobresa.

## Poblacions properes
El següent diagrama mostra les poblacions més properes.